# Silence (Gigi D'Agostino)
Silence è un singolo di Gigi D'Agostino dal suo album L'amour toujours II. La canzone dà il nome anche a due ep che hanno accompagnato l'album contenendo alcuni remix: Underconstruction 1: Silence e Underconstruction 2: Silence Remix. Nell'album è contenuta una versione chiamata To Comprehend the Conditioning, ma quella più famosa e utilizzata nel video è la vision 4. Esiste una versione in lingua portoghese chiamata Vai Ser Amor di Luigi Mangini.

## Il video
Il video è un cartone animato che si apre con un bambino in volo. Poi la scena passa nel Far West, Silenceville, dove Gigi D'Agostino si ritrova a registrare una serie di scene di duello ogni volta disastrose. Alla fine sia lui che il suo "avversario" ballano sulle note della canzone.

## Tracce
CD-SINGOLO
1. Silence (Vision 2) 6:15
2. Silence (Vision 3) 10:09
3. Silence (Vision 4) 3:38
4. Silence (Vision 5) 3:38

CD PROMO
1. Silence (Radio Edit) 4:06
2. Silence (Club Edit) 3:21
3. Silence (Club Mix) 6:23

VINYL
- A1 Silence (Vision 6) 5:36
- A2 Paura e nobiltà (Pensando ballando Mix) 6:52
- B1 Complex (Vision 5) 8:14

CD-MAXI
1. Silence (Video Mix) 3:38
2. Silence (Club Edit) 3:19
3. Silence (Original Radio) 3:38
4. Silence (Club Mix) 6:23
5. Silence (Vision 2 Mix) 6:15